# Irigy Hónaljmirigy
Az Irigy Hónaljmirigy (rövidítve: IHM) nyolctagú magyar könnyűzenei együttes, mely zenei paródiáiról és ezek közé szervezett humoros tévéműsorairól ismert. A pop, rock, reggae, techno, rap és a mulatós zene egyaránt szerepel repertoárjukban, de például a Boci, boci tarka című gyermekdal gospel-változata vagy a Village People YMCA-jéből elferdített Mirigy-himnusz operajellegű előadása is a nevükhöz fűződik.

## Történet
Az Irigy Hónaljmirigy 1990-ben, egy mátyásföldi szilveszteri bulin alakult meg. A csapat tagjai ekkor Molnár Imre, Kabai László, Sipos Péter, Ambrus Zoltán, továbbá Katona „Katec” Gábor és Várszegi Attila voltak. Egyes források szerint Fintorock néven működtek az első években, de a zenekar szerint ez a név csak felmerült, azonban nem használták. Az együttes első fellépése a következő év farsangján a Tüzesvíz nevű szórakozóhelyen volt. Katec és Várszegi Attila hamarosan kilépett az együttesből. A gitároshiány kompenzálására került be a csapatba Papp Ferenc, Uszkó László pedig néhány hét múlva már az együttes billentyűseként lépett színpadra. Később csatlakozott még Sipos Péter öccse, Tamás, valamint Varga György (becenevén Győző), akik elsősorban látványban utánozták a sztárokat, bár a későbbiekben már Sipos Tamás is énekelt.
1993-ban született meg az együttes demófelvétele, majd 1994 novemberében jelent meg az első lemezük Fetrengés címmel. 1994. december 9-én a csapat már telt házas koncertet adott. A buli után indultak meg a hétvégi fellépések, de ebben az időben több tag még polgári foglalkozását is űzte. 1995-ben léptek fel először a Sziget Fesztiválon, a Tankcsapda együttes előzenekaraként. 1996 februárjában aztán megjelent a második lemezük, A csillagok háborognak, mely hamarosan arany-, majd platinalemez lett. A lemezen profi énekesnők énekeltek, s köztük volt Keresztes Ildikó is. Ő a ma is ismert nagy slágert énekelte a lemezen, a Bat-mant. 1997-re az Irigy Hónaljmirigy az ország egyik legnépszerűbb együttesévé vált. Ekkor jelent meg ez első kislemezük, a Buliwood.
Hamarosan megjelent a Snassz Vegas! című albumuk is, mely platinalemez lett. A csapat egyre több meghívást kapott, így például Lagzi Lajcsi Dáridó című műsorába is. 1999 tavaszán jelent meg a Sovány Vegasz című maxi lemezük. Októberben készült el a Selejtező című albumuk. November 12-én addigi legnagyobb szabású koncertjét adta az Irigy Hónaljmirigy.
2000-ben jelent meg a Ráncdalfesztivál című kislemezük, melyből az első tévéműsorukat készítették. Ezt 2000. december 31-én mutatták be a TV2-n, melyen azóta rendszeresen jelentkezik a zeneparódiákra épülő, olykor koncertfelvételeket bemutató, szórakoztató műsoruk. 2001-ben készült el a Flúgos futam című nagylemez, melyet a következő évben Mirigy Nagydíj címen a Kisstadionban adott koncert anyagából készítettek.
Ezt követően tematikus jellegű nagylemezeket készítenek. Az együttes 2003-as albuma, a ValóságShokk a divatos valóságshow-kra és holdudvarukra reflektált, míg a 2004-es Bazi nagy lagzi (eredetileg Bazi nagy roma lagzi) a mulatós zene és rokon stílusainak gyöngyszemeit tűzte tollhegyre. Ugyanebben az évben jelent meg Daléria címmel az IHM válogatáslemeze.
A fiúk 2005-ös Retro Klub című albumukon a magyar könnyűzene nagy öregjeit (Illés, Omega, Metro, LGT, Koncz Zsuzsa, Szűcs Judith, Hobo Blues Band, Cseh Tamás stb.) parodizálták, míg a 2007-es K.O.Média áldozatai a média által felkapott „sztárok” Gáspár Győzikétől Kelemen Annán át az Il Divóig.
2011-ben Ambrus Zoltán úgy döntött, hogy egy időre nem tart a csapattal koncertekre (valószínűleg az autóbalesetéből származó sérülések miatt). A csapat úgy döntött, hogy Ambrus Zoltán helyére Csarnoki "Atom" Antal lép be, majd kis idővel a csapat állandó tagjává vált. Az együttes ettől az évtől kezdve inkább videóklipeket forgatott, amiket 2010-ben létrehozott csatornájára töltöttek fel.
2019. július 7-én hosszú, súlyos betegség után elhunyt Ambrus Zoltán, az együttes korábbi gitárosa és örökös tagja.

## Tagjai

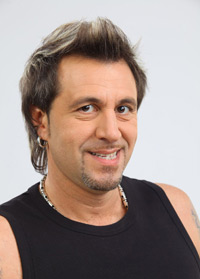
Kabai László
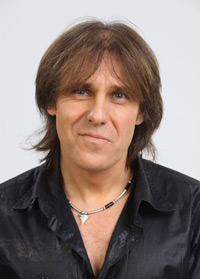
Molnár Imre
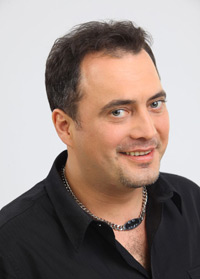
Papp Ferenc
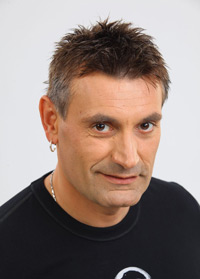
Sipos Péter
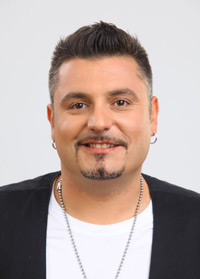
Sipos Tamás
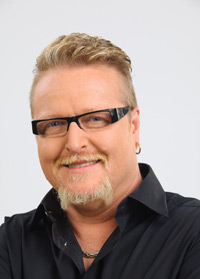
Uszkó László "Uszi"
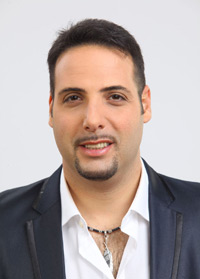
Varga György "Győző"
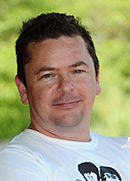
Csarnoki Antal "Atom"
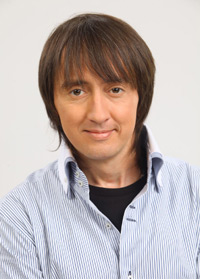
Ambrus Zoltán (korábbi tag)

## Elismerések
Fonogram- és Arany Zsiráf-díj
| Év   | Jelölés                   | Díj                                                             | Eredmény |
| ---- | ------------------------- | --------------------------------------------------------------- | -------- |
| 1995 | Fetrengés                 | Az év hazai felfedezettje                                       | Jelölve  |
| 1999 | Snassz Vegas!             | Az év hazai pop albuma                                          | Elnyerte |
| 2000 | Selejtező                 | Az év feldolgozás albuma                                        | Elnyerte |
| 2001 | Ráncdalfesztivál          | Az év feldolgozás albuma                                        | Jelölve  |
| 2002 | Flúgos futam              | Az év hazai pop albuma                                          | Jelölve  |
| 2004 | ValóságShokk              | Az év hazai hagyományos szórakoztató zenei albuma               | Elnyerte |
| 2005 | Bazi nagy lagzi           | Az év hazai hagyományos szórakoztató zenei albuma               | Jelölve  |
| 2006 | Retro Klub                | Az év hazai hagyományos szórakoztató zenei albuma               | Jelölve  |
| 2008 | K.O. Média                | Az év hazai szórakoztató zenei albuma                           | Jelölve  |
| 2011 | 20 év 10 kedvence         | Az év hazai szórakoztató zenei albuma                           | Jelölve  |
| 2014 | "Mulat a király"          | Az év hazai kortárs szórakoztatózenei albuma vagy hangfelvétele | Elnyerte |
| 2015 | Válogatás „nélküli” lemez | Az év hazai kortárs szórakoztatózenei albuma vagy hangfelvétele | Elnyerte |

## Diszkográfia
| Év   | Album                                          | Információ                                                                           | MAHASZ Top 40 album- és válogatáslemez | Minősítés       |
| ---- | ---------------------------------------------- | ------------------------------------------------------------------------------------ | -------------------------------------- | --------------- |
| 1994 | Fetrengés                                      | - Megjelent: 1994. - Kiadó: PolyGram-Zebra                                           | 9                                      | Aranylemez      |
| 1996 | A csillagok háborognak                         | - Megjelent: 1996. - Kiadó: PolyGram-Zebra                                           | 1                                      | Platinalemez    |
| 1997 | Buliwood (EP)                                  | - Megjelent: 1997. - Kiadó: PolyGram-Zebra                                           | 3                                      | Aranylemez      |
| 1998 | Snassz Vegas!                                  | - Megjelent: 1998. - Kiadó: PolyGram-Zebra                                           | 1                                      | Platinalemez    |
| 1999 | Sovány Vegasz                                  | - Megjelent: 1999. - Kiadó: Universal Music                                          |                                        |                 |
| 1999 | Selejtező                                      | - Megjelent: 1999. - Kiadó: Universal Music                                          | 1                                      |                 |
| 2000 | Ráncdalfesztivál                               | - Megjelent: 2000. - Kiadó: Universal Music                                          | 1                                      | 2x Platinalemez |
| 2001 | Flúgos futam                                   | - Megjelent: 2001. - Kiadó: Universal Music                                          | 1                                      | Platinalemez    |
| 2002 | Mirigy Nagydíj                                 | - Megjelent: 2002. - 1. Koncertalbum - Kiadó: Universal Music                        | 14                                     |                 |
| 2003 | ValóságShokk                                   | - Megjelent: 2003. - Kiadó: Universal Music                                          | 1                                      | Aranylemez      |
| 2004 | Bazi nagy lagzi                                | - Megjelent: 2004. - Kiadó: CLS                                                      | 1                                      | Platinalemez    |
| 2005 | Daléria – Best of Irigy Hónaljmirigy 1994–2005 | - Megjelent: 2005. - 1. Válogatáslemez - Kiadó: Universal Music                      | 2                                      | Aranylemez      |
| 2005 | Retro Klub                                     | - Megjelent: 2005. - Kiadó: CLS                                                      | 15                                     |                 |
| 2007 | K.O.Média                                      | - Megjelent: 2007. - Kiadó: CLS - Formátum: CD, digitális letöltés                   | 1                                      | Platinalemez    |
| 2010 | 20 év 10 kedvence                              | - Megjelent: 2010. - Kiadó: CLS - Formátum: CD (Blikk melléklet), digitális letöltés | 24                                     | Aranylemez      |
| 2014 | Válogatás „nélküli” lemez                      | - Megjelent: 2014. - Kiadó: Gold Record - Formátum: CD, digitális letöltés           | 10                                     |                 |
| 2021 | Képben vagyunk                                 | - Megjelent: 2021. - Kiadó: Gold Record - Formátum: CD, digitális letöltés           |                                        |                 |

2000 előtti lemezeladási adatok nem elérhetőek a Mahasz online adatbázisában.

## Videóklipek
- Mi vagyunk a jók?! / Fetrengés Medley (Edda Művek, XL Sisters, Manhattan, Bíró Ica - Metal Lady, Mester és tanítványai, Beatrice paródiák)[7]
- Anyáddal jártam (Sing-Sing: Halál a májra paródia, 1995-ös koncertfelvételekkel)
- Batman Party: Bat-Man, Gyere és tátogj (Ámokfutók, Carpe Diem paródia)[8]
- Mirigymix: Furcsa ez a srác, Gettó dedó, Képzeld a víz kiver (Kimnowak, Action, Charlie paródia)
- Rockant válogatott: A csillagok háborognak
- A csillagszórók háborognak (Az Irigy Hónaljmirigy saját száma)
- Whiskey-s üvegek (TNT: Titkos üzenet paródia)
- Rum a tejbe / Spájz Görlz vagyok (Ganxsta Zolee és a Kartel, Baby Sisters paródia)
- Kanbuli / Ettől megvadulok én (Roy és Ádám, Zámbó Jimmy paródia)
- Ez a dal miről szól? (ShyGys: Hello paródia)
- Csóró a téren / A szex majom ki? (Fekete Vonat, Pain paródia)
- Dal a csávóról (Romantic: Dal a távolból paródia)
- Nem élhetek pia nélkül
- Numerakirály (O-Zone - Dragostea din tei paródia)
- így hülyítjük a népet (Bob Sinclar - Love Generation paródia műsorban, illetve koncertfilmben felhasználva)
- Kéthetes gatyó (Fluor: Mizu paródia)
- Rúgj, Chuck Norris! (Moves Like Jagger paródia)
- Szívós Szemű Márta (Ai se eu te pego! paródia)
- Kakaó gengszter (Majka paródia)
- Mondd, ez hogy lett sztár? (Gangnam Style és egyben X-Faktor paródia)
- Tragikus videó (Ákos: Tipikus sztereo paródia, koncertklip)
- Mulat a király (István, a király "paródia")
- Rémes élet (Varga Viktor- Lehet zöld az ég paródia, és egyben Édes élet paródia)
- Nincs fuxa jáj (No roxa áj paródia)
- Apu vedd meg a Rakpartot (Wellhello - Rakpart és Apuveddmeg paródia)
- Darabokra törted a számom (Halott Pénz paródia)
- Ma van a szülinapom (Alma együttes paródia)
- Origo (Pápai Joci paródia)
- Mindenki Majka (Majka: Mindenki táncol paródia)
- Parádés gondolat (Fásy Zsüliett ft. Gipsy Kings Tribute: Parádés hangulat paródia) [9]
- Megint egy totális playback (Soho Party: Az éjjel soha nem érhet véget paródia)
- Nem tudja senki (Follow The Flow paródia)
- Sportmackó (Rácz Gergő x Orsovai Reni - Mostantól paródia)
- 30 év (Tones and I - Dance Monkey paródia)
- Olyan ő (Bagossy Brothers Company paródia)
- Becsokizol (Istenes és a Csobot: Sowieso Cover paródia)
- JÓISTEN (VALMAR x Szikora Robi paródia)
- Reptér (Korda György és Balázs Klári paródia)